# Endeavour Village
Endeavour Village es una villa de Trinidad y Tobago, que forma parte del borough de Chaguanas.

## Geografía
La villa abarca parte de la isla Trinidad y limita al norte con Jerningham Junction, al sur con Lange Park, al este con Jerningham Junction, Homeland Gardens y Enterprise y al oeste con Entreprise.

## Demografía
Datos demográficos de la villa de Endeavour Village:
| Gráfica de evolución demográfica de Endeavour Village entre 2000 y 2011 |
|                                                                         |